# Dème des Dirfyens
Le dème des Dirfyens (en grec : Δήμος Διρφύων, Dhimos Dirfion) est une ancienne municipalité de l'île d'Eubée, en Grèce (1987-2010). Il tient son nom du mont Dírfys (ou Delphi), le plus haut sommet de l'île. Son siège est le village de Steni Dirfyos. Il compte 14 districts municipaux.
Le dème a fusionné avec celui de Messápia dans le cadre du programme Kallikratis, prenant le nom de dème de Dírfys-Messápia, avec pour siège Psachná.